# CEI UNI TR 11428/Ab
Il rapporto tecnico UNI CEI/TR 11428:2011, ora con l'abrogazione del 1º aprile 2018 CEI UNI TR 11428/Ab "Gestione dell’energia - Diagnosi energetiche, Requisiti generali del servizio di diagnosi energetica",  è la norma che regola i requisiti e la metodologia comune per le diagnosi energetiche nonché la documentazione da produrre. Si applica a tutti i sistemi energetici, a tutti i vettori di energia e a tutti gli usi dell'energia. Non definisce requisiti specifici per le diagnosi energetiche relative a edifici, processi produttivi, trasporti. In Italia sono obbligate a seguire i dettami della UNI 11428 le Energy Service Company certificate secondo UNI CEI 11352.

## Struttura della norma
- Scopo e campo di applicazione
- Riferimenti normativi
- Termini e definizioni
- Requisiti del servizio di diagnosi energetica (DE)

È inoltre presente un'appendice che descrive "Identificazione, valutazione e presentazione delle raccomandazioni". La figura chiave della norme è il Responsabile Esecuzione Diagnosi Energetica (REDE).